# Sumitomo Dainippon Pharma
Sumitomo Dainippon Pharma, en japonais Dainippon Sumitomo Seiyaku (大日本住友製薬株式会社, Dainippon Sumitomo Seiyaku kabushiki gaisha), est une entreprise pharmaceutique japonaise du groupe Sumitomo créée en 1897, située à Chūō-ku, à Osaka.